# Лентовский, Николай Викентьевич
Николай Викентьевич Лентовский (1835—1909) — русский государственный деятель, сенатор; тайный советник.

## Биография
Родился 6 (18) февраля 1835 года. В 1856 году окончил Ришельевский лицей.
В 1856—1858 годах служил в канцелярии Одесского градоначальника, в 1858—1862 годах был младшим чиновником особых поручений при Новороссийском и Бессарабском генерал-губернаторе, в 1862—1866 годах — начальник 1-го (распорядительного) отдела канцелярии Новороссийского и Бессарабскаго генерал-губернатора.
В 1866 году перешёл в ведомство Министерства юстиции; до 1874 года состоял товарищем прокурора Устюженского окружного суда, затем (до 1878 года) был прокурором Белозерского окружного суда; коллежский советник с 1875 года, статский советник с 1877 года. До 1881 года был прокурором Череповецкого окружного суда, с 1881 года — его председатель. В 1881 году был произведён в чин действительного статского советника. В период 1889—1897 годов был председателем Нижегородского окружного суда.
В 1897 году был назначен председателем департамента Виленской судебной палаты, в 1899 году переведён на ту же должность в Санкт-Петербургскую судебную палату.
Был назначен 25 апреля 1901 года присутствию в Гражданском кассационном департаменте Сената в чине тайного советника.
Умер 17 (30) апреля 1909 года. Был похоронен на Покровском кладбище в Череповце.

## Награды
- орден Св. Владимира 3-й ст. (1885)
- орден Св. Станислава 1-й ст. (1890)
- орден Св. Анны 1-й ст. (1896)
- орден Св. Владимира 2-й ст. (1906)